# Ле Колоне (Пиза)
Ле Колоне је насеље у Италији у округу Пиза, региону Тоскана.
Према процени из 2011. у насељу је живело 26 становника. Насеље се налази на надморској висини од 145 м.